# آرثر موريرا ليما
آرثر موريرا ليما (بالبرتغالية: Arthur Moreira Lima‏) هو ملحن وعازف بيانو برازيلي، ولد في 16 يوليو 1940 في ريو دي جانيرو في البرازيل.

## وصلات خارجية
- الموقع الرسمي
- آرثر موريرا ليما على موقع IMDb (الإنجليزية)
- آرثر موريرا ليما على موقع ميوزك برينز (الإنجليزية)
- آرثر موريرا ليما على موقع أول ميوزيك (الإنجليزية)
- آرثر موريرا ليما على موقع ديسكوغز (الإنجليزية)